# 红河镇 (礼县)
红河镇，是中华人民共和国甘肃省陇南市礼县下辖的一个乡镇级行政单位。
2014年，甘肃省民政厅批复同意撤销红河乡，设立红河镇。

## 行政区划
红河镇下辖以下地区：
霍家村、小高村、同心村、红河村、草滩村、白连村、花石村、菜子沟村、上杨村、吴家沟村、石沟村、石咀村、青龙村和草坝村。